# Dentelle de Luxeuil
 (avril 2022).

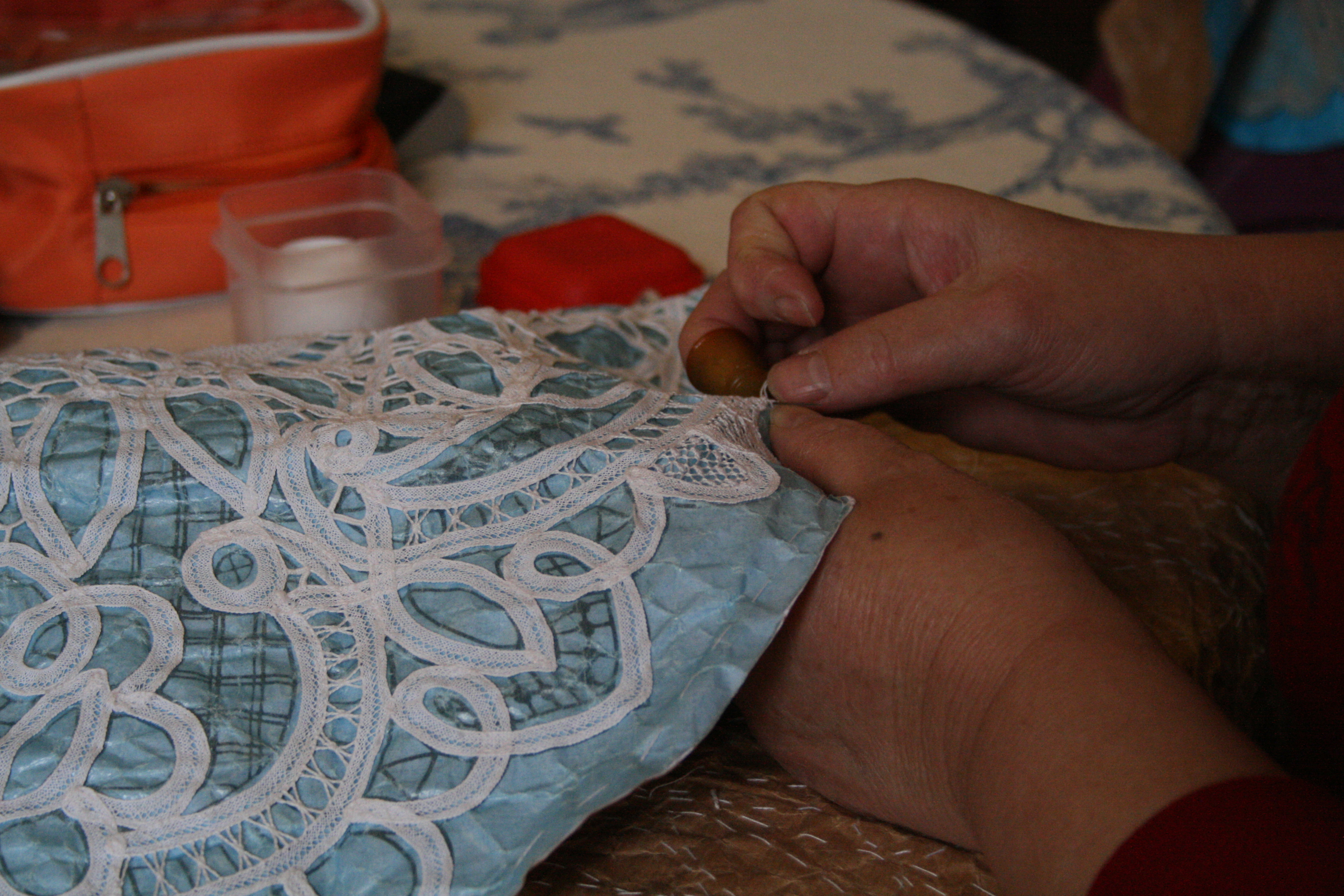
Dentelle de Luxeuil.

La dentelle de Luxeuil est une dentelle à l'aiguille, qui se caractérise par des lacets cousus par points d’aiguille sur du papier. Cette dentelle se rapproche de la tradition des dentelles de Milan et de Venise. Elle ressemble beaucoup à la dentelle de Bruges.

## Histoire

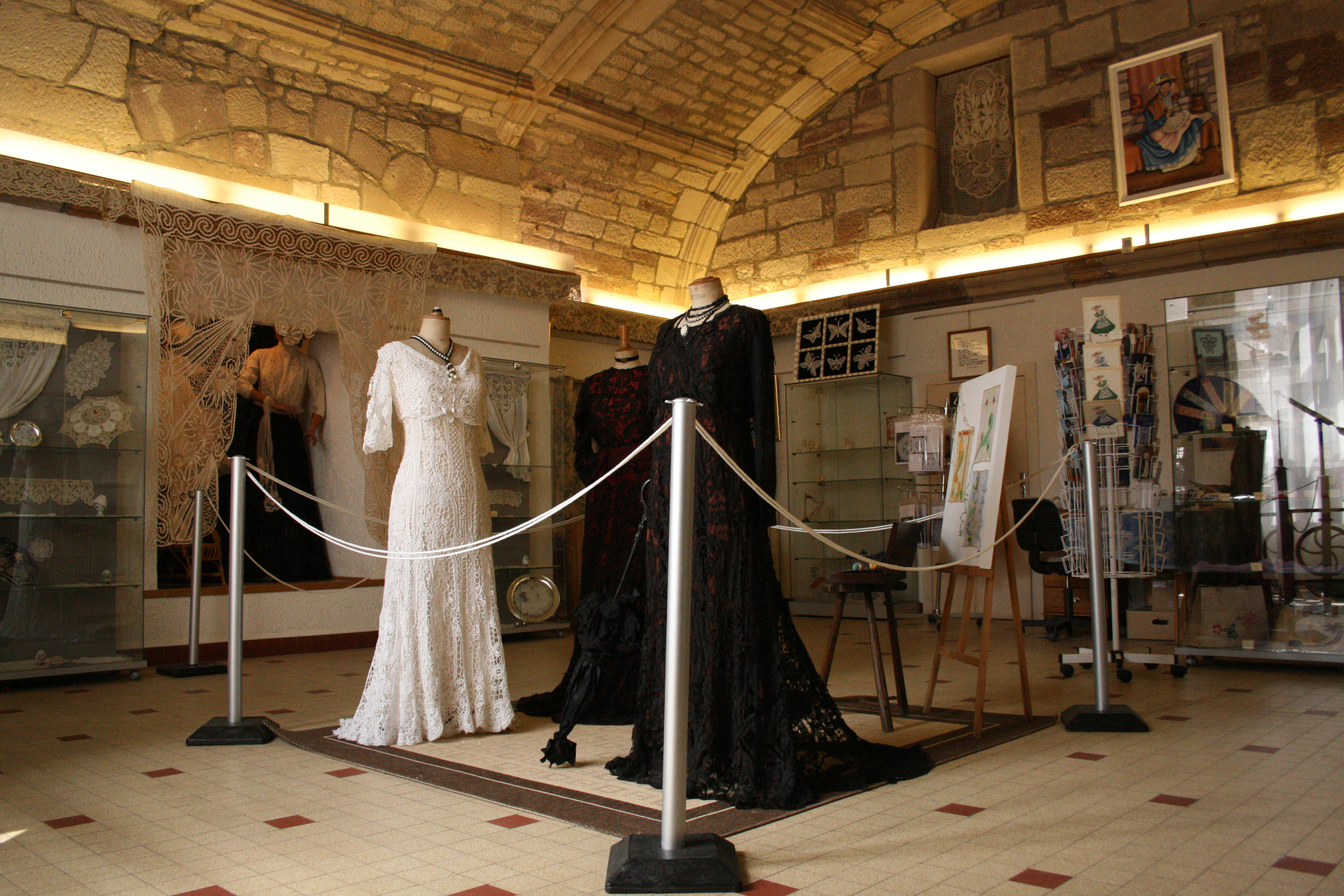
Conservatoire de la dentelle, Luxeuil.

Elle apparaît vers l’année 1850, dans la cité thermale de Luxeuil, au cœur  des Vosges saônoises, et dans sa proche voisine, la cité de Plombières-les-Bains où l’empereur Napoléon III et l’impératrice Eugénie venaient en cure. Le couple impérial a entraîné dans son sillage toute une clientèle éprise de luxe. Ils seront les artisans de la  renommée de la dentelle de Luxeuil. Une ombrelle en dentelle  offerte à l’impératrice et une robe brodée pour la reine d’Espagne lancèrent la vogue de cette dentelle. La grande époque de la dentelle de Luxeuil durera jusqu’à la guerre de 1914. Pendant les premières décennies du XXe siècle, 20 000 dentellières travaillaient encore à la réalisation de pièces de dentelle pour l’ameublement.
Afin que cette technique ne disparaisse pas, le Conservatoire de la Dentelle de Luxeuil fut créé en 1978. C'est en 1994 qu'il obtient l'appellation "Dentelle de Luxeuil" et qu'un certificat d'authenticité lui est attribué. Aujourd'hui ce sont près de 150 adhérentes qui participent à la mémoire de la dentelle, s'investissant notamment dans le Festival de Dentelles que le Conservatoire organise tous les trois ans.

## Technique et production
La dentelle de Luxeuil est une dentelle à l'aiguille, généralement monochrome. Les dessins sont surtout d’inspiration florale. Elle s’exécute à l'aide d'un lacet mécanique pour définir les contours du motif, puis tous les espaces sont repris avec des points de remplissage exécutés seulement avec fil et aiguille. 
L'ouvrage se réalise en cinq phases :
- montage du lacet sur le dessin choisi, présent sur du papier ;
- fixation des points de rencontre pour maintien de l'ensemble de l'ouvrage ;
- broderie proprement dite de chaque espace vide ;
- démontage de l'ouvrage terminé en découpant le fil du bâti ;
- l'ouvrage terminé, il est soit pris en l'état, soit monté sur un tissu[1]. La production était essentiellement destinée à la décoration d’ameublement : rideaux, parures de lits, services de table, nappes et napperons. Mais aussi des parures de vestimentaires : lingeries féminines, manteaux, mouchoirs, robe de mariée, etc.

### Articles connexes

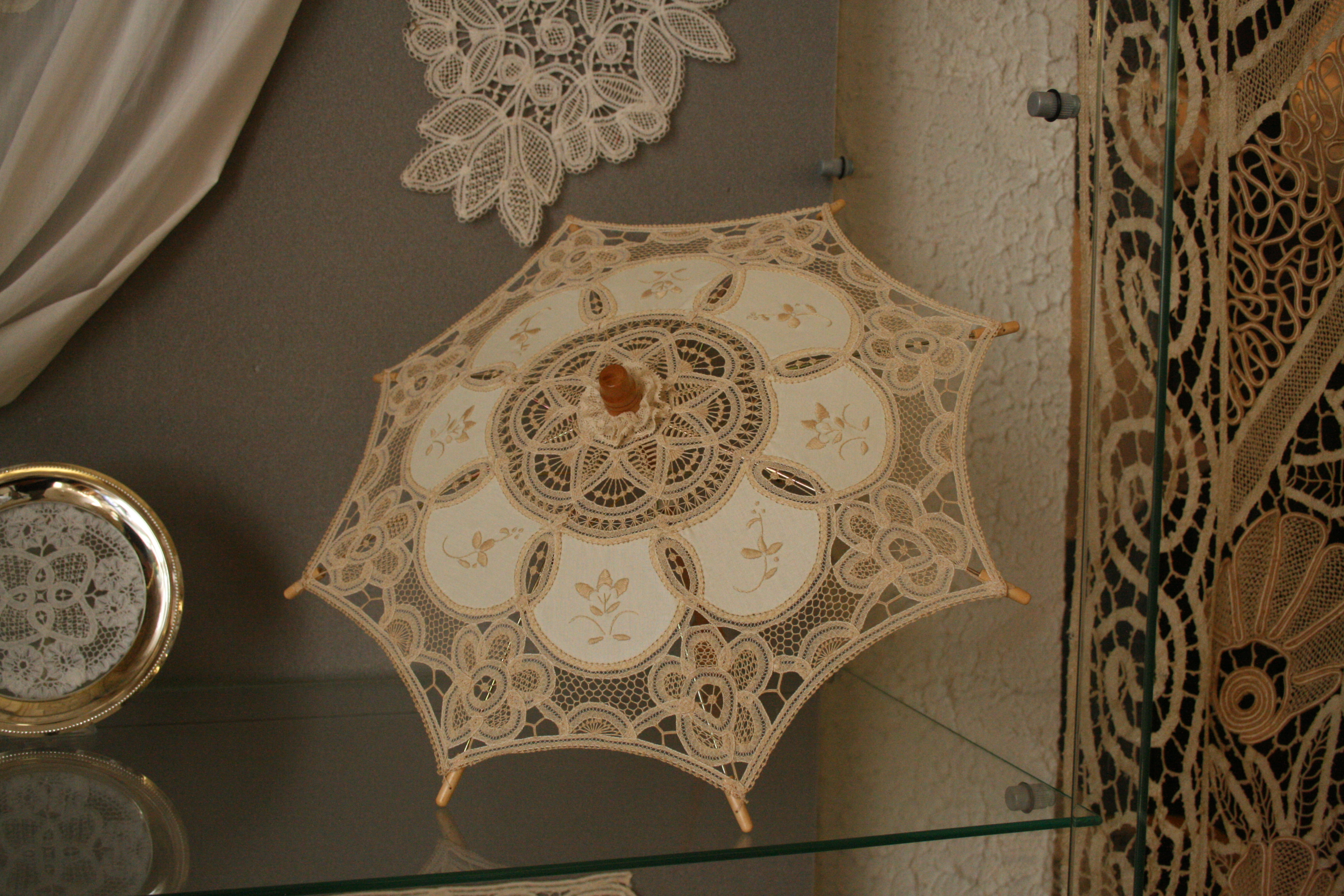
Ombrelle en dentelle de Luxeuil